# Sankt Olofs kloster
Sankt Olofs kloster var ett kloster i Skänninge och grundades 1237 av dominikanorden och har fått sitt namn av det norska helgonet Olav den helige. Petrus de Dacia var lektor här under 1270-talet. Klostret ödelades under 1540-talet.

## Historia
Klostret grundades 1237 av dominikanorden och kom att byggas i stadens östra utkant. Landets andra dominikankloster efter Visby. Klostret bestod av tre stycken huslängor och en klosterkyrka som bildade en kvadratisk form. Det kom att eldhärjas åren 1288, 1291, 1447 och 1466.

## Klosterkyrkan
Kyrkan var byggd av tegel och var ungefär 17 meter bredd och 40 meter lång. Den låg i södra delen av klostret. 1340 nämns ett kapell i kyrkan som är helgat åt Sankt Göran.

## Prior
1305 Nils
- 1328 Johan Göteson
- 1330 Johannes
- 1340 Öhdin
- 1389 Hans
- 1413 Hans Benekesson
- 1457 Jon Andersson
- 1461 Johannes Andreae
- 1478 Peter Larsson
- 1482 Sune Olsson
- 1492 Gudmundus Gudmundi
- 1498 Olof Pauli
- Andreas Nicolai